# Тальен, Тереза
Тереза Тальен, (до замужества Хуана Мария Игнасия Тереза Кабаррюс; 31 июля 1773, Мадрид — 15 января 1835, Шиме, Бельгия; была известна как маркиза де Фонтене, принцесса де Шиме) — известная аристократка, светская львица эпохи Термидора, хозяйка литературного салона.

## Биография
Дочь испанского банкира и министра финансов Франсиско Кабаррюса и дочери французского промышленника Марии Антонии Галабер. В 1778—1783 годах воспитывалась во французском монастыре. Позже была ученицей художника Жана-Батиста Изабе. Ненадолго вернувшись домой в 1785 году, она была снова отправлена во Францию, чтобы завершить образование и выйти замуж.
Первым её возлюбленным стал Александр Лаборд, но из-за неприязни к ней его могущественного отца они были вынуждены расстаться. Тем временем отец Терезы организовал её брак, который состоялся 21 февраля 1788 года. Мужем стал Жан Жак Деви Фонтене (1762—1817), последний маркиз де Фонтене, богатый, но невысокого роста, рыжий и безобразный. Невесте было 14 лет (жениху 25, 11 лет разницы). 
Она была представлена ко двору Людовика XVI, также молодожены посетили испанский двор.
2 мая 1789 года (в 17 лет) она родила сына Девина Теодора де Фонтене (1789—1815), чьим отцом, возможно, был Феликс ле Пелетье де Сен-Фаржо, брат Луи-Мишеля.

### Революция
Когда произошла Революция и после сентябрьских убийств её муж эмигрировал, она взяла девичью фамилию и получила развод в 1791 году. В это время она была уже горячей поклонницей революционных идей и хотела, подобно госпоже Ролан, принимать личное участие в революции; обратилась к конвенту с замечательной петицией о политических правах женщин. Однако, когда террор усилился, она решила уехать в Мадрид, к своему отцу, но была задержана в Бордо. Терезу арестовали и заключили в тюрьму как бывшую жену эмигранта. Там она встретила Жана-Ламбера Тальена, комиссара Национального Конвента, присланного конвентом для расправы с жирондистами и стала его любовницей.
Вместо прежней жестокости Тальен стал отличаться умеренностью, почему навлек на себя со стороны Робеспьера обвинения в модератизме. Конвент вызвал его обратно в Париж; возлюбленная его была арестована. Тереза попала сначала в Ла-Форс (фр.), затем в Карм (фр.), где познакомилась с Жозефиной Богарне.
Известна легенда о посещении в дальнейшем обеими подругами салона Марии Ленорман. Первой она предсказала титул княгини, а второй, гадая на картах Таро, предсказала скорое замужество и благодаря ему достижение высочайшего положения в обществе — станет императрицей.
Находясь в тюрьме и ожидая со дня на день приговора и казни, Тереза отправила Тальену знаменитую записку, повлиявшую на историю Франции:

«Je meurs d’appartenir à un lâche» 

«Я умираю оттого, что принадлежу трусу».

Послание побудило устыдившегося своей трусости Тальена принять активное участие в  перевороте 9 термидора, в ходе которого Робеспьер был свергнут и погиб, а террор прекратился, Тереза вышла на свободу, вскоре после этого Тальен помог освободиться Жозефине Богарне. Благодаря своему влиянию она смогла освободить многих других заключённых.

### Дальнейшая жизнь

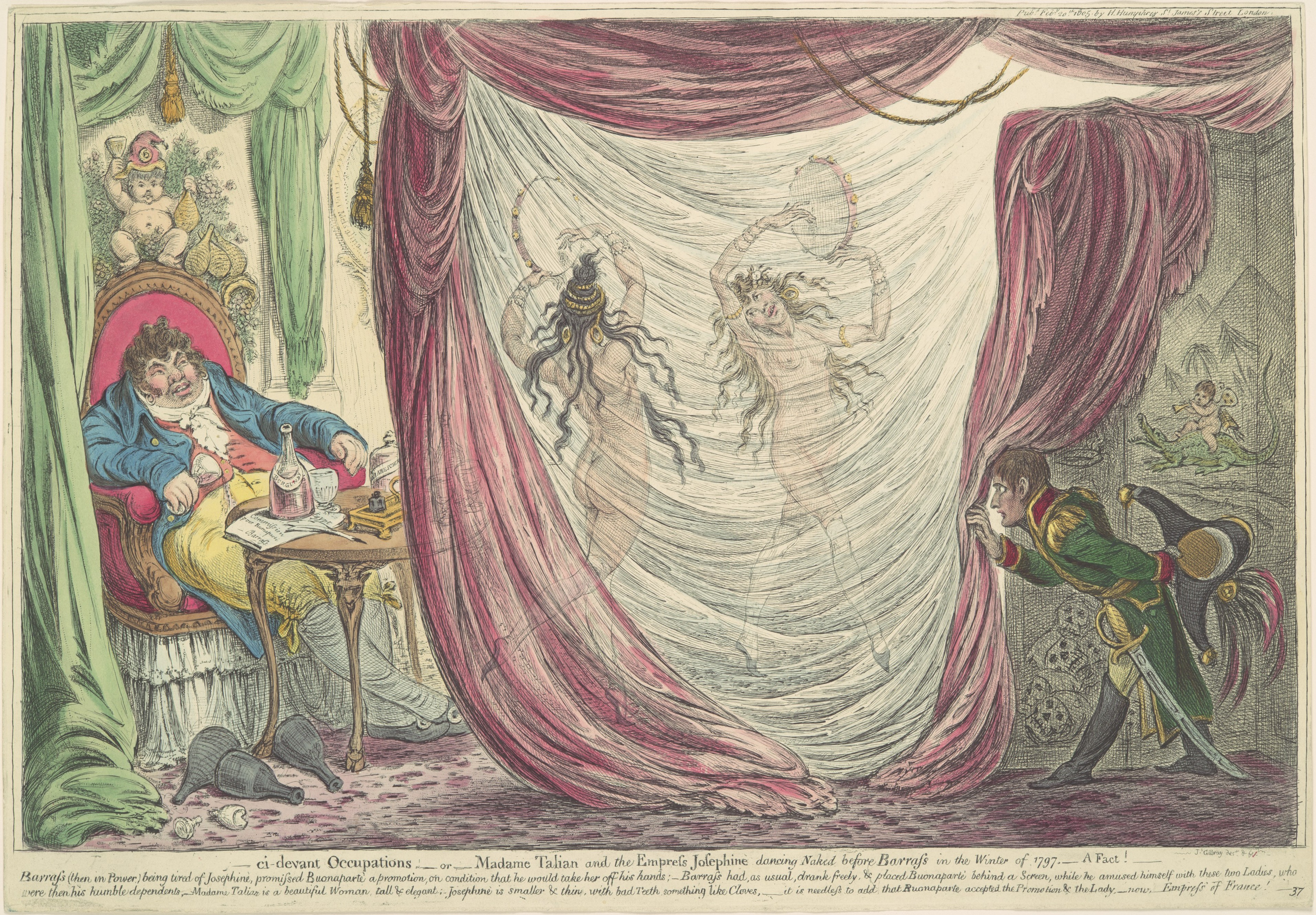
Английская карикатура Джеймса Гилрея (1806). Тереза Тальен и Жозефина Богарне танцуют голыми перед Баррасом зимой 1797 года, (Наполеон Бонапарт подсматривает справа).

26 декабря 1794 года она вышла замуж за Тальена. У них была дочь, получившая в честь переворота, организованного отцом и спасшего мать, имя Термидор (1795—1862) (в 1815 году она вышла замуж за графа Феликса де Нарбонн-Пеле). Благодаря своему влиянию на мужа и на революцию Тереза заслужила прозвище Notre-Dame de Thermidor, была душою термидорианской реакции и в её салоне обыкновенно собирались термидорианцы.
Софи Ге, посетительница салона, так писала о его гостях: «В этом салоне … произошло возрождение всего того, что впоследствии сделало парижские салоны известными и привлекательными. Писатели, так долго молчавшие, смогли обсуждать все новое в литературе и её сюжетах, художники вновь обретали здесь вдохновение, задушенное ужасами Террора, раненные с обоих фронтов Революции находили здесь гостеприимство и уют. Каждый чувствовал себя здесь под защитой от нападок представлявших противоположный лагерь в борьбе, ибо они (нападки) не допускались». Мадам де Гонкур писала в своей книге «Французское общество в период Диктатуры»: «Прелестная Тальен примиряла женщин с Революцией, мужчин с модой, буржуа с Республикой, Францию с велением сердца».

## Мода
После освобождения Тереза стала одной из виднейших фигур парижской общественной жизни. Её салон стал знаменитым, и она была одним из зачинателей неогреческого стиля женской одежды. Возглавляла merveilleuses — причудниц и законодательниц моды. У неё были бархатистые черные волосы, коротко остриженные и завитые на концах. Она носила простое платье из индийского муслина, собранное в складки по античному образцу и застегнутое на плече камеей. Камеями был украшен и пояс, рукав над локтем заканчивался золотым браслетом. Другими известными «причудницами» были мадмуазель Ланж, мадам Рекамье и Жозефина Богарне.
Она была ярчайшей поклонницей и пропагандисткой новой моды, и считалась «красивее капитолийской Венеры» — столь идеальна у неё была фигура. Прелестями фигуры Терезы можно было любоваться всем, благодаря новой смелой моде: простое платье из абсолютно прозрачного индийского муслина, надетое на голое тело, «говорило» о многом. «Зеркало Парижа» писало: «Она имеет вид выходящей из ванны и нарочно показывает свои формы под прозрачными тканями». С легкой руки Терезы Тальен и ей подобных решительно выступило на передний план то, что раньше считалось неприличным. Парижские острословы смеялись, что парижанкам достаточно одной только рубашки, чтобы быть одетыми по моде.

## Новый брак
Не любя своего мужа, Тереза терпела его только, пока он был в силе. Когда во время Директории его значение стало сильно падать, а с переворотом 18 брюмера свелось к нулю, Тереза порвала с ним, в 1803 г. добилась развода. После короткого флирта с Наполеоном она обратилась сначала к Полю Баррасу, ещё одному мужчине Жозефины Богарне, затем к миллионеру и банкиру императора Уврару, которому она родила четырёх детей. Наконец, в поисках респектабельности, 22 августа 1805 она вышла замуж за Франсуа-Жозефа-Филиппа де Рике, графа Караман, 16-го принца Шиме.
Остаток своей жизни она провела в Париже, затем во владениях Шиме.

## Суд
Вскоре после смерти Терезы, дети Уврара, записанные Терезой под фамилией Кабаррюс, затеяли процесс, требуя предоставления им права на титул принцев Шиме. Дети Терезы и принца Шиме, не желая упускать наследство, протестовали. Так как умерший в 1820 году Тальен не отрекся от детей Терезы, родившихся до формального её развода с ним, то суд присвоил детям Терезы и Уврара фамилию Тальен, отклонив их претензию стать принцами.

## Дети
1. Антуан Франсуа Жюльен Теодор Дени Игнас де Фонтене (1789—1815)
2. Роз Термидор Тереза Тальен (1795—1862)
3. сын от Барраса (1797), умер во младенчестве
4. Клеменс Изаура Тереза (1800—1884), дочь Уврара. Её муж — Гиацинт Дево.
5. Жюль Адольф Эдуар, доктор Кабаррус (1801—?), сын Уврара. Его жена — Харриет Киркпатрик.
6. Кларисса Тереза (1802-?), дочь Уврара. Её муж — Ахилл Фердинанд Брюнетьер с 1826
7. Августа Стефана Корали Тереза (1803—?), дочь Уврара. Её муж — Амедей Фердинанд Муассан де Во, с 1822
8. Жозеф—Филипп (1808—1886), 17-й принц де Шиме, принц де Караман
9. Мишель Габриэль Альфонс Фердинанд (1810—1865) — его дочь Луиза де Мерси-Аржанто
10. Мари Августа Луиза Тереза Валентин (1815—1876)

## В искусстве
- Персонаж романа баронессы Орци «Триумф Алого Первоцвета».
- Упоминается в романе А. Дюма «Дочь маркиза».
- Упоминается в романе В. Пикуля «Каждому свое»
- Появляется в серии Жюльетты Бенцони «Кречет» и упомянута на страницах серии «Игра в любовь и смерть».
- В фильме * «Наполеон» (немой, Франция, 1927), реж. Абель Ганс роль Терезы Тальен играет Андре Стандард
- В фильме * «Королевский развод[англ.]» (Великобритания, 1938) роль Терезы Тальен играет Кэрол Гуднер[англ.]
- В фильме * «Дезире: любовь императора Франции[англ.]» (США, 1954) роль Терезы Тальен играет актриса Кэролин Джонс
- В фильме * «Памела[фр.]» (Франция, 1945) роль Терезы тальен играет актриса Иветт Лебон[фр.]
- В фильме «Наполеон: путь к вершине» (Франция, Италия, 1955) роль Терезы Тальен играет актриса Николь Море
- Один из главных персонажей франко-американского историко-мелодраматического фильма (мини-сериала) «Наполеон и Жозефина: история любви» (1987). Роль Терезы Тальен играет актриса Стефани Бичем.